# Pörböly, Tolna
Pörböly  este un sat în districtul Szekszárd, județul Tolna, Ungaria, având o populație de 566 de locuitori (2011). 

## Demografie
Componența etnică a satului Pörböly
     Maghiari (100%)
Componența confesională a satului Pörböly
     Romano-catolici (48,94%)
     Fără religie (15,9%)
     Reformați (5,3%)
     Greco-catolici (1,06%)
     Atei (1,06%)
     Necunoscută (27,74%)
Conform recensământului din 2011, satul Pörböly avea 566 de locuitori. Din punct de vedere etnic, majoritatea locuitorilor (100,0%) erau maghiari. Nu există o religie majoritară, locuitorii fiind romano-catolici (48,94%), persoane fără religie (15,9%), reformați (5,3%), atei (1,06%) și greco-catolici (1,06%). Pentru 27,74% din locuitori nu este cunoscută apartenența confesională.